# Avanäset
Avanäset är ett naturreservat i Skellefteå kommun i Västerbottens län.
Området är naturskyddat sedan 2017 och är 714 hektar stort. Reservatet omfattar kustnära natur, en mindre ö och hav. Reservatet består av glesa hällmarkstallskogar och kustgranskogar.